# Tradicijska okućnica u Posavskim Bregima (Gorenci)
Tradicijska okućnica u Posavskim Bregima (Gorenci), zgrada u mjestu Posavski Bregi i gradu Ivanić-Grad, zaštićeno kulturno dobro.

## Opis
Tradicijska okućnica sastoji se od kuće s pomoćnim i gospodarskim zgradama: kuružnjakom s nadstrešnicom, štalom sa štagljem i parmom te bunarom. U kući je u velikoj mjeri sačuvan tradicijski inventar povezan s načinom privređivanja i stanovanja ivanićgradskog kraja: drvene škrinje, korita, zdjele te različiti alati i pomagala.

## Zaštita
Pod oznakom Z-4738 zaveden je kao nepokretno kulturno dobro - pojedinačno, pravna statusa zaštićena kulturnog dobra, klasificirano kao "sakralna graditeljska baština".